# Абендрот, Герман
Ге́рман А́бендрот (нем. Hermann Paul Maximilian Abendroth; 19 января 1883[…], Франкфурт-на-Майне, Пруссия — 29 мая 1956[…], Йена, Гера) — немецкий оперный и симфонический дирижёр.

## Биография
Герман Абендрот родился во Франкфурте-на-Майне в семье книготорговца. В 1900—1903 годах обучался в Мюнхенской консерватории по классам теории и композиции (у Людвига Тюйе), фортепиано (у Анны Хирцель-Лангенхам) и дирижирования (у Феликса Моттля).
В 1903—1904 годах Абендрот был дирижёром Мюнхенского оркестрового общества; с 1907 по 1911 год — капельмейстером Любекского театра, затем, до 1914 года — генеральмузикдиректором Эссена. С 1914 года работал в Кёльне, где в 1918-м стал генеральмузикдиректором, до 1934 года возглавлял Гюрцених-оркестр и занимал пост директора Кёльнской консерватории. В 1930—1933 годах Абендрот был генеральмузикдиректором Бонна; в 1934—1945 годах руководил оркестра Гевандхауза в Лейпциге. В 1945—1956 годах занимал пост генеральмузикдиректора Веймара. Одновременно с 1953 года возглавлял Симфонический оркестр Берлинского радио.
Одновременно Абендрот занимался преподавательской деятельностью, с 1919 года — профессор. В 1943—1944 годах принимал участие в вагнеровском фестивале в Байрёйте. Неоднократно гастролировал в России: в 1925, 1927, 1928, 1951 и 1954 годах; в 1954-м в Большом театре исполнил все 9 симфоний и оперу «Фиделио» Бетховена.
Известен как интерпретатор сочинений Л. ван Бетховена, И. Брамса, А. Брукнера, Вагнера, Гайдна, Моцарта, Шуберта, Шумана.
В ноябре 1933 года Герман Абендрот возглавил отдел образования Рейхскультуркамеры; 1 мая 1937 года вступил в НСДАП. В августе 1944 года был награждён Крестом военных заслуг 2-й степени. После войны проживал в Восточной Германии, был членом Немецкой академии искусств (ГДР). Лауреат Национальной премии ГДР II степени 1949 года.
Герман Абендрот умер от инсульта во время операции 29 мая 1956 года в Йене. Изображён на почтовой марке ГДР 1957 года.

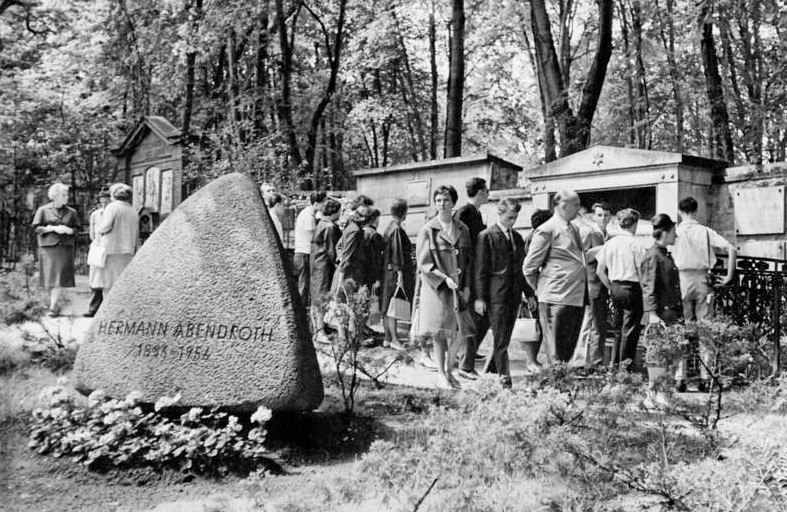
Могила Абендрота на Веймарском кладбище